# 7079 Baghdad
7079 Baghdad è un asteroide areosecante. Scoperto nel 1986, presenta un'orbita caratterizzata da un semiasse maggiore pari a 2,2859706 UA e da un'eccentricità di 0,2958989, inclinata di 3,87630° rispetto all'eclittica.